# Saint-Vincent, Puy-de-Dôme
Saint-Vincent är en kommun i departementet Puy-de-Dôme i regionen Auvergne-Rhône-Alpes i centrala Frankrike. Kommunen ligger i kantonen Champeix som tillhör arrondissementet Issoire. År 2022 hade Saint-Vincent 417 invånare.

## Befolkningsutveckling
Antalet invånare i kommunen Saint-Vincent
| Referens: INSEE |